# Alraune, la figlia del male
Alraune, la figlia del male (Alraune) è un film del 1930 diretto da Richard Oswald.
Il personaggio di Alraune è interpretato da Brigitte Helm che già nel 1928 aveva ricoperto lo stesso ruolo in La mandragora dove era stata diretta da Henrik Galeen.

## Trama
Alraune è il risultato di un esperimento di fecondazione artificiale tra lo sperma di un omicida impiccato e l'ovulo di una prostituta. La ragazza viene allevata da Jakob ten Brinken, uno degli scienziati, come fosse sua nipote. Diventata adulta, Alraune seduce gli uomini che perdono tutti la testa per lei, perfino i responsabili dell'esperimento. Quando la fascinosa vamp si innamora del tenente Brinkens, appena arrivato dall'Africa, l'incanto della sua natura malvagia sembra spezzarsi. Ma, venuta a conoscenza delle sue vere origini, la giovane donna si suicida.

## Produzione
Il film fu prodotto dalla Richard-Oswald-Produktion.

## Distribuzione
Distribuito dalla Universum Film (UFA), il film uscì nelle sale cinematografiche tedesche il 2 marzo 1930 con il titolo originale Alraune. L'International Film lo distribuì in Danimarca sottotitolato in danese come Alrune il 30 giugno dello stesso anno. Il 28 novembre 1932, fu proiettato in Portogallo come Mandrágora.
In Italia fu distribuito nel febbraio del 1933; l'edizione italiana fu curata da Carlo Bugiani che ne diresse il doppiaggio; tra i doppiatori presero parte al lavoro Marcella Rovena, Romolo Costa e Loris Gizzi. Il giornalista Carlo De Martino, sulle pagine de La Rivista di Bergamo, scrisse che il film «lasciò perplesso il pubblico» e fu «orribilmente mutilato dalla nostra censura, che così danneggiò lo sforzo interpretativo della celebre artista [Brigitte Helm], sebbene questa abbia potuto dare tuttavia maggior risalto alla sua enigmatica bellezza statuaria». Il metraggio completo della pellicola risulta di 2816 metri, mentre l'edizione italiana risultava di 2072 metri.
Ebbe anche una distribuzione americana attraverso l'Ufa Film Company, in versione sottotitolata, uscendo nelle sale statunitensi il 4 maggio 1934.